# Église du château de Spiez
L’église du château de Spiez (Schlossstrasse 18) remonte à l’époque romane et s’élève à proximité du château de Spiez, dans le canton de Berne en Suisse.

## Historique
Cet établissement religieux, entouré d’une enceinte, est attesté par les archives dès l’an 762. Initialement église privée du détenteur du château, elle est citée comme paroissiale en 1228. On a retrouvé en fouilles, établie sur la tombe d’un cavalier important des VIe et VIIIe siècles, une petite église carolingienne à vaisseau unique, avec abside et annexes latérales. Ce premier bâtiment, déjà dédié à saint Laurent, a été remplacé vers l’an mil ou vers le milieu du XIe siècle par l’église actuelle. Le clocher pourrait être quelque peu antérieur. Cet édifice de plan basilical à forts piliers maçonnés, avec chœur surélevé et crypte, est, avec Amsoldingen, le plus important représentant de la série des églises du lac de Thoune
Par la suite, l’édifice ne subit plus de grandes modifications jusqu’à la baroquisation de l’église, par le propriétaire du château de Spiez, le général Sigmund von Erlach, entre 1670 et 1676. Il fait agrandir les fenêtres, ramener à un même niveau le faîte des toitures ainsi que le sol des espaces intérieurs      .
En 1949-1950, à l’occasion d’une restauration complète, l’architecte Walter Sulser, rétablit dans la mesure du possible l’état original de l’édifice, en restaurant notamment l’abside centrale surélevée, construite au-dessus d’une crypte.

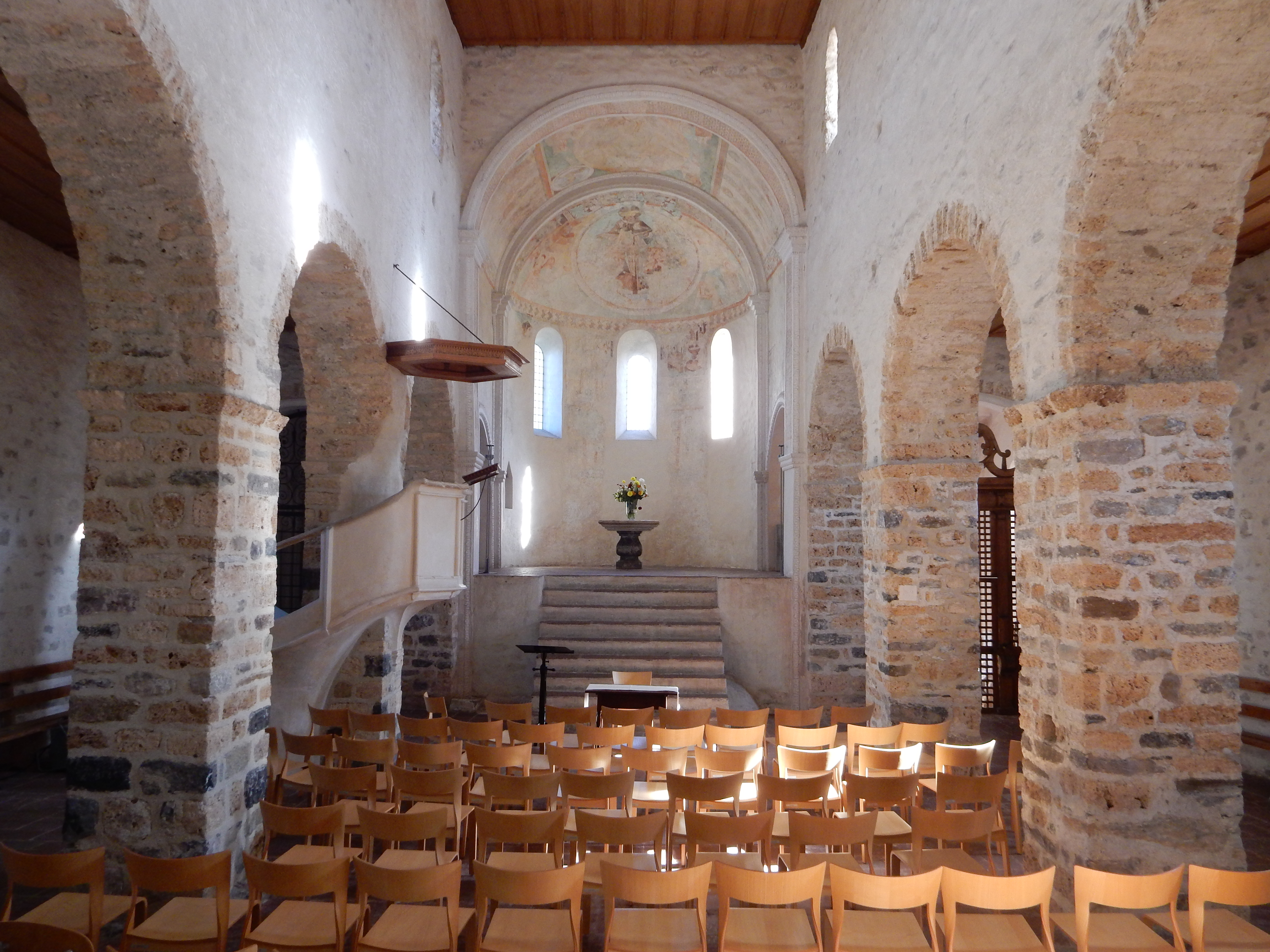
Spiez, église du château, vue vers le chœur
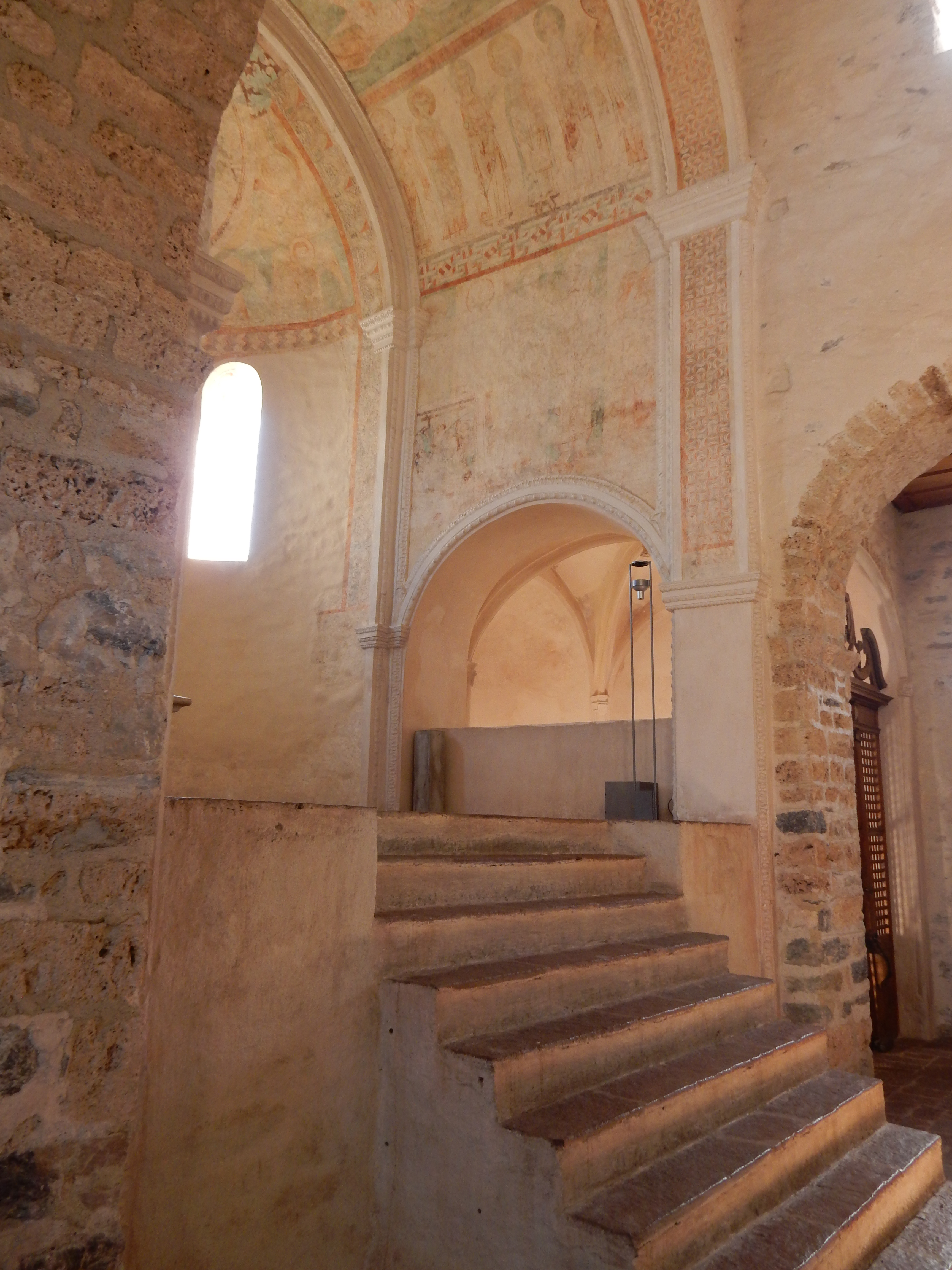
Spiez, église du château. Chœur surélevé, restauré en 1950
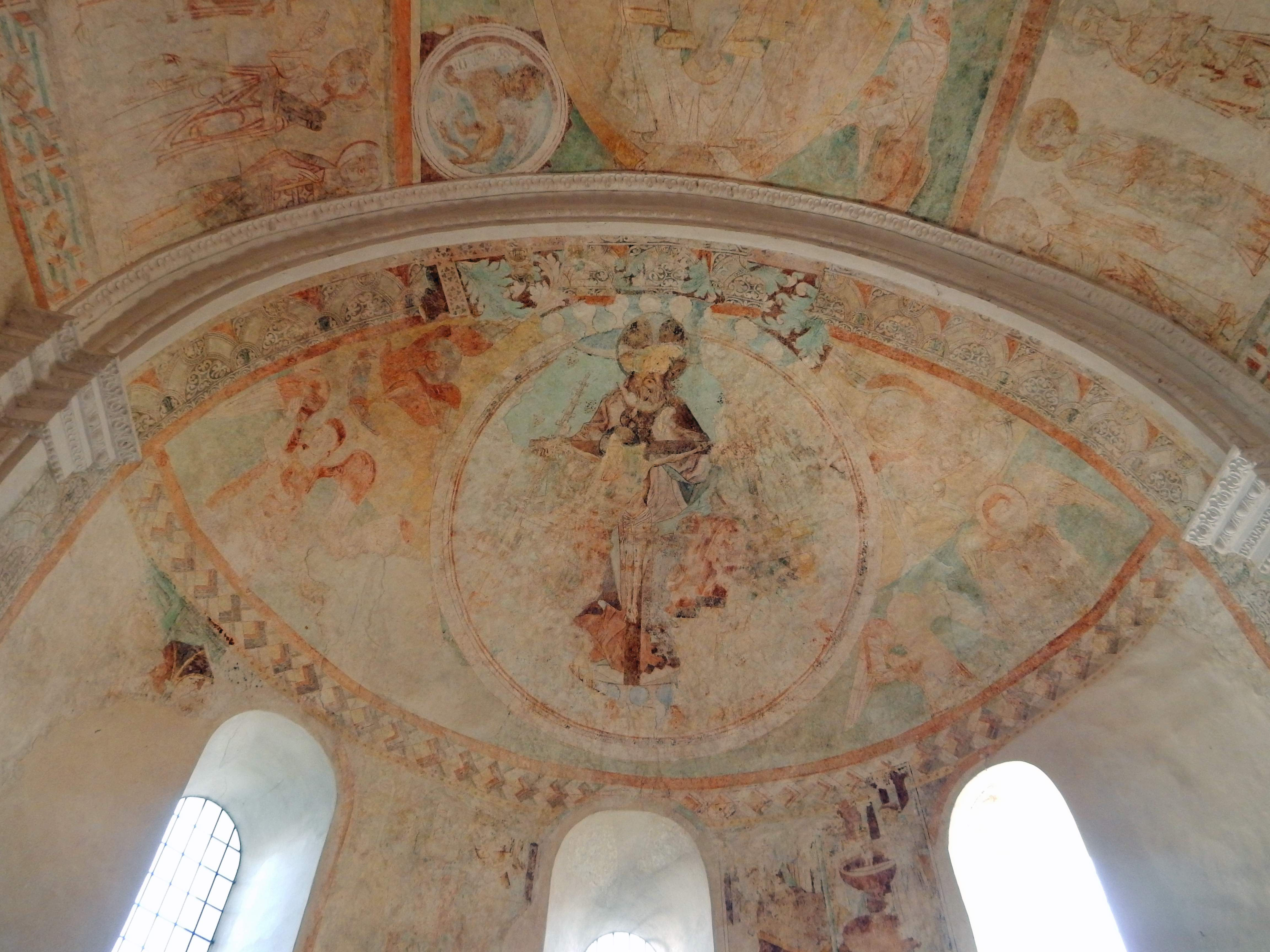
Spiez, église du château. Peintures romanes du chœur
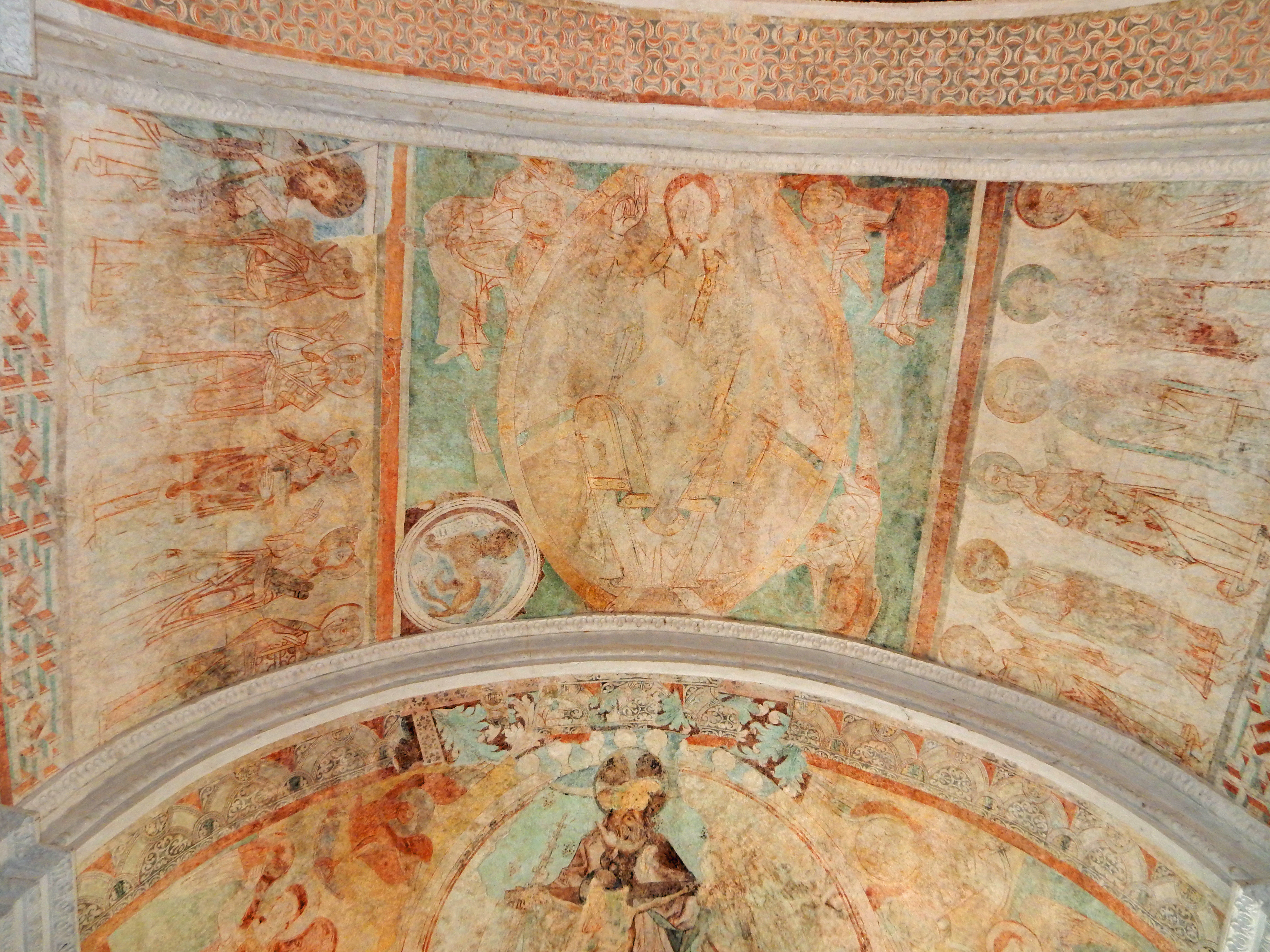
Spiez, église du château. Peintures romanes
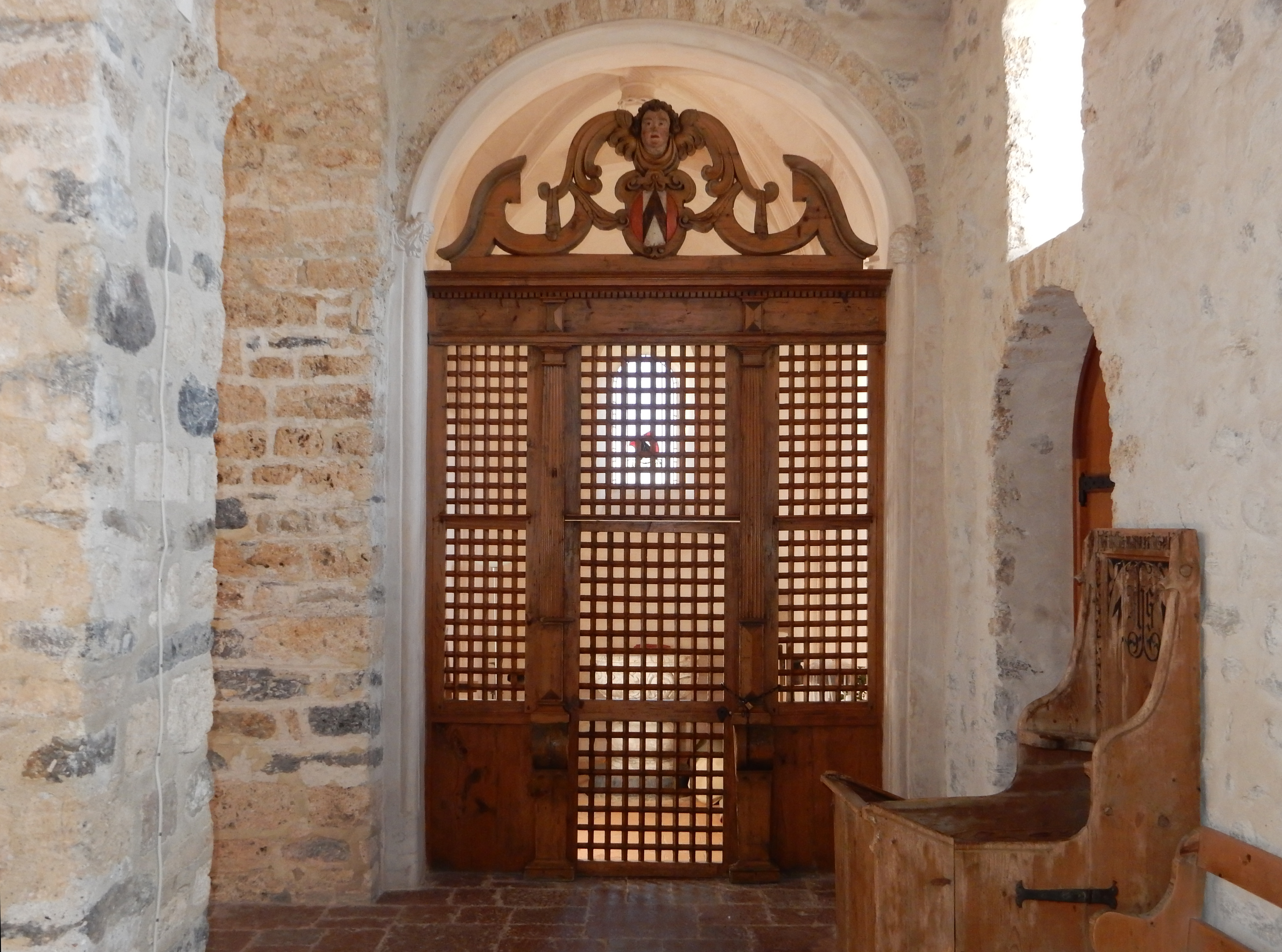
Spiez, église du château. Grille de l'abside méridionale
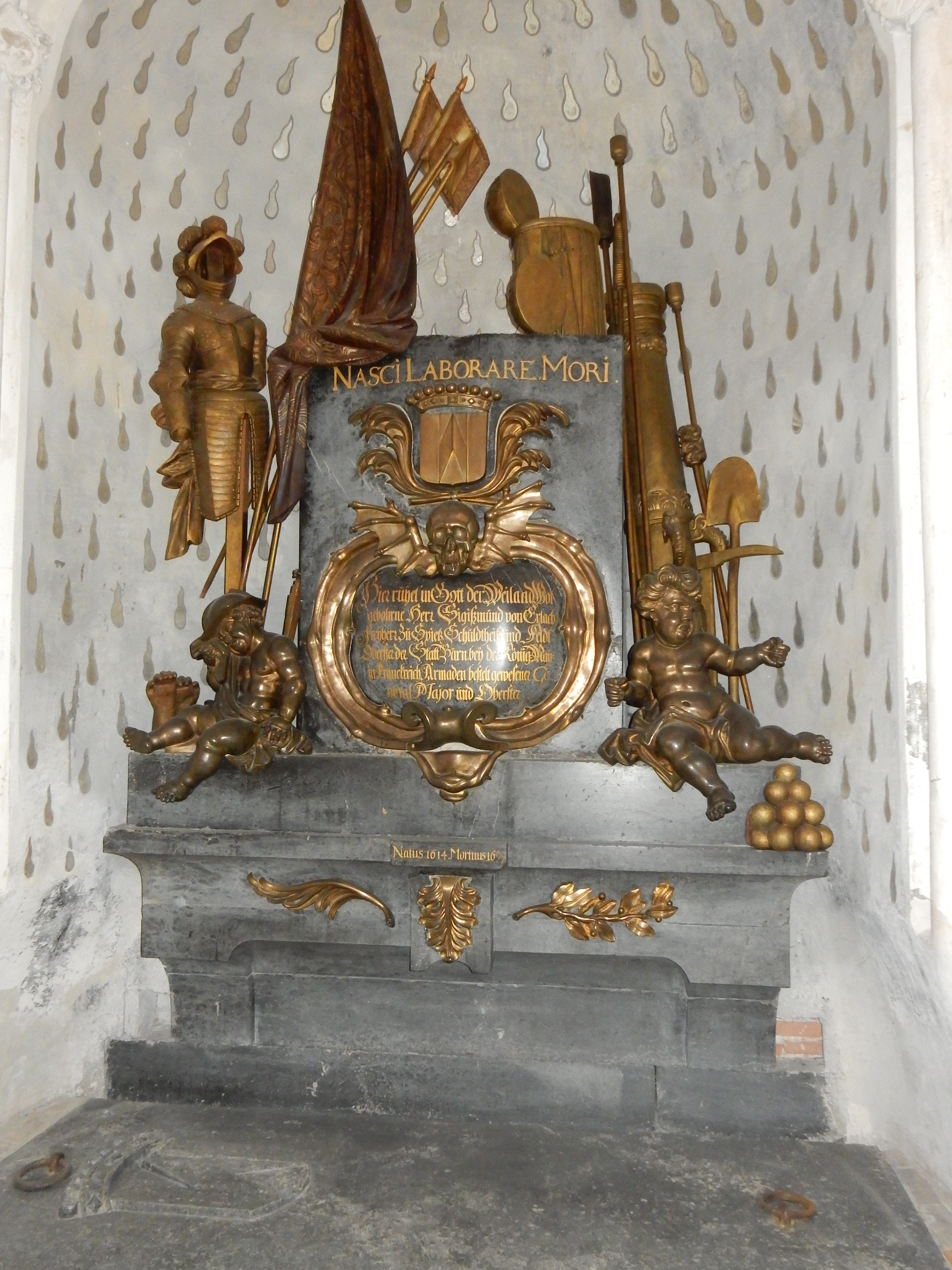
Spiez, église du château. Monument funéraire du général Sigmund von Erlach

L’intérieur de l’église a été orné de plusieurs couches de peintures, en deux étapes principales qui datent du début du XIIIe siècle, dans la tradition romane, puis en second lieu gothiques, de la fin du XVe siècle. Cette dernière étape a été supprimée lors de la restauration de 1950 pour dégager les peintures romanes sous-jacentes, illustrant, selon une coutume byzantine, le Christ, les mains levées en signe de bénédiction, trônant sur un arc-en-ciel dans une mandorle portée par quatre anges. Dans la partie inférieure de la voûte sont alignés, de chaque côté, six apôtres.
Dans la nef, au-dessus de la chaire, est peint un gigantesque saint Christophe, portant un long vêtement orné de disques (vers 1300).
La chaire, de style gothique tardif, est une curieuse construction en bois recouvert de stuc, qui remonte sans doute aux années 1518-1522, tout comme les stucs ornant les voûtes des travées latérales du chœur. L’abat-voix en bois marqueté est daté 1641. Les fonts baptismaux en albâtre datent de 1670 environ, tout comme la table de communion. Le siège réserve au seigneur du lieu, sculpté en bas-relief et portant les armes de la famille d'Erlach, exécuté entre 1518 et 1528 donc antérieur à la Réforme protestante, est une pièce rare. L’orgue, de 1831, est dû à Franz Josef Remigius Bossart (de), de Baar.
Jusqu’en 1949, l’église était un lieu de commémoration pour les membres de la famille d'Erlach. Lors de la baroquisation de l’église vers 1670-1676, on y a exécuté les grandes armes en stuc de la voûte en berceau du chœur, ainsi qu’un ensemble de panneaux armoriés qui constituaient une galerie des ancêtres. Les vitraux sont aujourd’hui déposés au château.
Sont restés dans l’église plusieurs monuments funéraires, tout particulièrement celui du général Sigmund von Erlach (1614-1699), qui se trouve derrière une grille en fer forgé dans l’abside latérale nord. Cet imposant monument baroque en marbre affiche un grand cartouche en bronze portant l’épitaphe, l’ensemble étant flanqué de putti en bronze et de trophées militaires en bois sculpté et doré. Cet ouvrage monumental, très représentatif du baroque bernois avant 1700, a été exécuté du vivant de son commanditaire d’après le projet du peintre berlinois Johann Jakob Rollo et les maquettes du sculpteur bernois Johannes Hescheler.
Contre le mur, la dalle funéraire de Jeanne de La Sarraz, seconde épouse d’Adrian I von Bubenberg.
Le monument de Franz Ludwig von Erlach (†1651) a été déplacé en 1950, passant de l’abside méridionale (où se trouvent aujourd’hui les fonts baptismaux), contre le mur occidental du bas-côté sud.
À l’extérieur, dans l’ancien cimetière, on peut voir une cloche de 1623, due au fondeur Niklaus Weyermann.